# Olof Bergström
Olof Henrik Oskar Bergström (født 21. november 1919 i Karlskrona, død 22. november 1984) var en svensk skuespiller, der medvirkede i 50 film og tv-serier mellem 1943 og 1984. Blandt hans filmroller kan nævnes Boghandleren som holdt op med at bade (1969), Oprøret i Ådalen (1969) og Manden der blev millionær (1980).

## Privatliv
Bergström var gift med skuespillerinden Anita Björk fra 1945 til 1951. Han var far til Jonas Bergström (født 1947), der også er skuespiller.

## Udvalgt filmografi
- Af mangel på bevis (1943, ukrediteret)
- Tænk kun på de lykkelige timer (1944, ukrediteret)
- Jeg er angst (1948)
- Foreign Intrigue (tv-serie, 1952-1955)
- Den blodrøde blomst (1956)
- Markurells i Wadköping (tv-serie, 1968-1969)
- Made in Sweden (1969)
- Boghandleren som holdt op med at bade (1969)
- Oprøret i Ådalen (1969)
- Din stund på jorden (tv-serie, 1973)
- Maria (1975)
- Victor Frankenstein (1977)
- Manden der blev millionær (1980)
- Sinkadus (tv-serie, 1980)
- Rasmus på farten (1981)
- Strindberg - et liv (tv-serie, 1985)